# Fondali di Gabella Grande
Fondali di Gabella Grande este o arie protejată (arie specială de conservare — SAC, sit de importanță comunitară — SCI) din Italia întinsă pe o suprafață de 484 ha, integral marine.

## Localizare
Centrul sitului Fondali di Gabella Grande este situat la coordonatele 39°07′45″N 17°07′35″E / 39.129167°N 17.126389°E.

## Înființare
Situl Fondali di Gabella Grande a fost declarat sit de importanță comunitară în septembrie 1995 pentru a proteja un număr necunoscut de specii din flora spontană și fauna sălbatică aflate în arealul zonei. Situl a fost protejat și ca arie specială de conservare în iunie 2017.

## Biodiversitate
Situată în ecoregiunea mediteraneană, aria protejată conține 1 habitat natural: Bancuri de nisip acoperite în permanență slab de apă marină.
La baza desemnării sitului se află un număr nedeclarat de specii protejate.